# Đại Hành hoàng đế

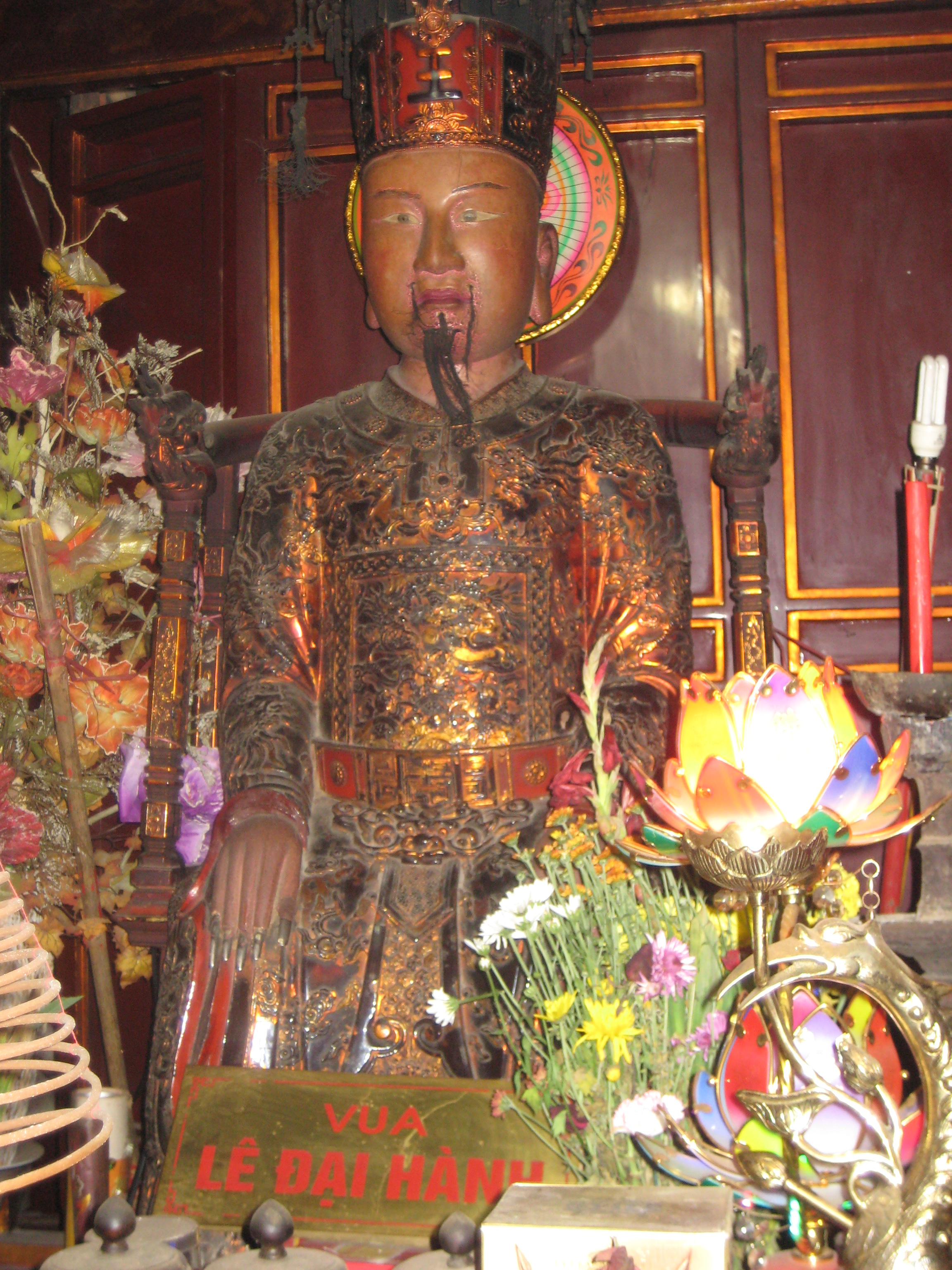
Lê Đại Hành.

Đại Hành hoàng đế (chữ Hán: 大行皇帝) là một cụm danh từ ám chỉ đến Hoàng đế vừa mất mà chưa kịp đặt thụy hiệu cùng miếu hiệu. Cách gọi này rất phổ biến trong các văn bản, thư tịch các triều đại Trung Quốc, Việt Nam cùng Nhật Bản.

## Giải thích
Theo cuốn Lục bộ thành ngữ (六部成語) đời nhà Thanh, ở phần Lễ bộ có ghi chú: "Đại Hành: Hoàng đế vừa băng, tôn thụy chưa định, tạm xưng Đại Hành, ý nói đức hạnh mọi thứ đều hoàn hảo, không thiếu sót điều gì".
Phần "Lễ điển" của Thông điển lại nói: "Lễ ký viết, khi cáo tang sẽ gọi 『Đăng hà』, cũng là từ dùng cho cáo phó. Có người nói cụm từ Đại Hành là bắt đầu từ đời Hán. Tra lại Hán thư, thấy viết: 『Đại Hành tại tiền điện』, lại viết 『Đại Hành vô di chiếu』, đây là từ ám chỉ việc cáo phó. Thụy pháp, Đại Hành nhận đại danh, Tiểu Hành nhận tiểu danh. Khi (Hoàng đế) băng thời gian đầu mà chưa có thụy, mà Hoàng đế kế vị đã đăng cơ, tắc thần tử khi dùng từ có khác biệt, nên gọi Đại Hành. Cách gọi này, có ý tôn vinh đức độ to lớn, như vậy khi có thụy cũng nhận đại danh".
Cho nên, khi Đại Hành hoàng đế có thụy hiệu cùng miếu hiệu, lập tức gọi bằng thụy hiệu cùng miếu hiệu vừa được định, không còn gọi "Đại Hành hoàng đế" nữa. Ở lịch sử Việt Nam, Lê Hoàn vừa mất, nên gọi [Đại Hành hoàng đế], nhưng sau đó con cháu mải giao tranh, thời gian tiếp nối ngắn ngủi mà không có thụy hiệu và miếu hiệu. Từ đó, Lê Hoàn được gọi bằng [Lê Đại Hành].

## Vấn đề khác
- Tử Cung (梓宮): quan tài của quân chủ thời xưa, tiêu chuẩn lấy gỗ [Tử mộc; 梓木] làm thành, nên gọi như vậy.
- Đại Hành hoàng hậu (大行皇后): Hoàng hậu khi mất chưa có thụy hiệu (không thể có miếu hiệu), cũng như vậy gọi là Đại Hành.[2] Điều này tương tự với Hoàng thái hậu, Thái hoàng thái hậu cùng Thái thượng hoàng.
- Đại Hành Thiên hoàng (大行天皇/ たいこうてんのう Taikō tennō?): vị Thiên hoàng vừa qua đời mà chưa định thụy hiệu cùng miếu hiệu.
- Tiên Hành điện hạ (先行殿下선행전하; Seonhaeng jeonha): đây là cách gọi quân chủ qua đời mà chưa có thụy/ miếu tại Triều Tiên. Do Triều Tiên chỉ xưng tước Vương, nên không thể gọi là [Đại Hành hoàng đế].